# Szadek
Szadek là một thị trấn thuộc huyện Zduńskowolski, tỉnh Łódźkie ở trung tâm Ba Lan. Thị trấn có diện tích 17 km². Đến ngày 1 tháng 1 năm 2011, dân số của thị trấn là 2002 người và mật độ 112 người/km².